# Phylloscopus herberti
Phylloscopus herberti е вид птица от семейство Phylloscopidae.

## Разпространение
Видът е разпространен в Екваториална Гвинея, Камерун и Нигерия.